# IWGP World Heavyweight Championship
O IWGP World Heavyweight Championship (em japonês: IWGP世界ヘビー級王座, IWGP Sekai hebī-kyū ōza) é um título mundial de wrestling profissional de propriedade da promoção New Japan Pro-Wrestling (NJPW). "IWGP" é o acrônimo do corpo governante da NJPW, a International Wrestling Grand Prix (インターナショナル・レスリング・グラン・プリ, intānashonaru resuringu guran puri). O campeonato foi criado em 1º de março de 2021 pela unificação do IWGP Heavyweight Championship e do IWGP Intercontinental Championship. O primeiro campeão foi Kota Ibushi, e o atual campeão é Sanada, que está em seu primeiro reinado.

## História

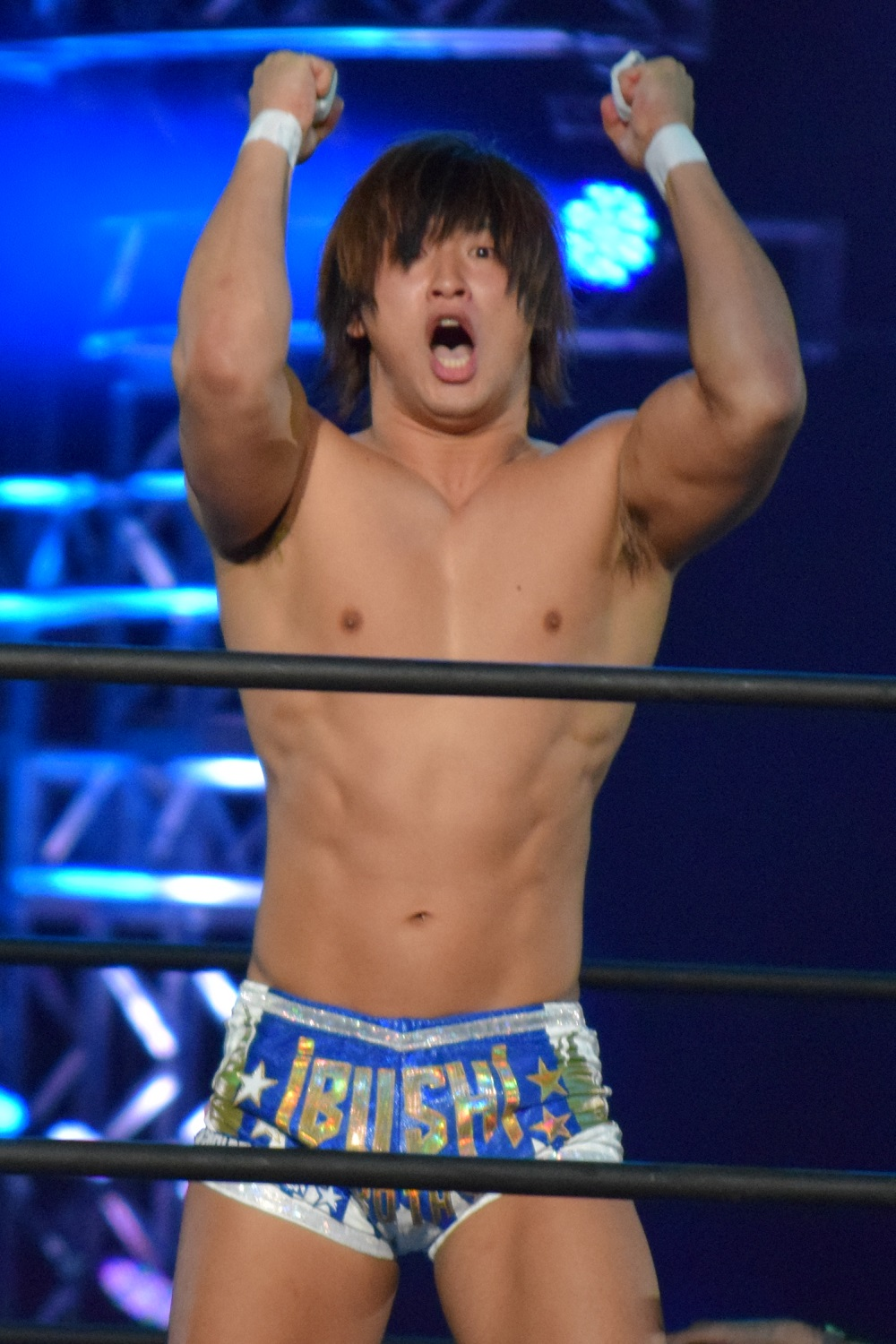
Kota Ibushi, o campeão inaugural.

Em 2019, quando após vencer o IWGP Intercontinental Championship, Tetsuya Naito declarou sua intenção de fazer história ao se tornar o primeiro a deter o IWGP Heavyweight Championship e o Intercontinental Championship ao mesmo tempo. No final do ano, Jay White, que havia conquistado o Intercontinental Championship de Naito, e Kota Ibushi, que seria o próximo desafiante pelo Heavyweight Championship, também expressaram o mesmo desejo. Após uma votação dos fãs, foi decidido que Naito, White, Ibushi e Kazuchika Okada competiriam no Wrestle Kingdom 14 de 4 a 5 de janeiro de 2020, onde um terminaria com os dois títulos. Naito conseguiu a façanha de se tornar o primeiro "Duplo Campeão" e os dois títulos foram defendidos juntos desde então (com exceção de uma vez). Durante 2020, Naito disse que sua intenção original era que os títulos fossem defendidos separadamente. Ele pediu por isso, ou então, para que os títulos fossem unificados, mas nenhuma mudança aconteceu.
Depois que Ibushi ganhou os títulos de Naito no Wrestle Kingdom 15 em 4 de janeiro de 2021, ele expressou seu desejo de que os títulos fossem unificados. Em 1 de março de 2021, com Ibushi ainda campeão, foi anunciada oficialmente a unificação dos títulos para criar o novo IWGP World Heavyweight Championship, com Ibushi como o campeão inaugural. Após o anúncio, Ibushi, que estava programado para enfrentar El Desperado no NJPW 49th Anniversary Show em 4 de março de 2021 em uma luta sem título, solicitou que a luta fosse pelos títulos. Seu pedido foi atendido com a unificação do título adiada para depois da luta, da qual o vencedor seria o ultimo campeão duplo e, portanto, o primeiro campeão do World Heavyweight Championship. Ibushi venceu a luta.
Com o anúncio do novo campeonato foi anunciado também um novo cinturão do campeonato. Até que o novo cinturão estivesse pronto, Ibushi continuou a deter os antigos cinturões IWGP Heavyweight e IWGP Intercontinental Championship. O novo cinturão acabou sendo revelado e apresentado ao campeão Ibushi em uma cerimônia de apresentação em 30 de março de 2021. Seu design incorporou os designs de cinturão anteriores dos dois títulos antigos.

## Reinados

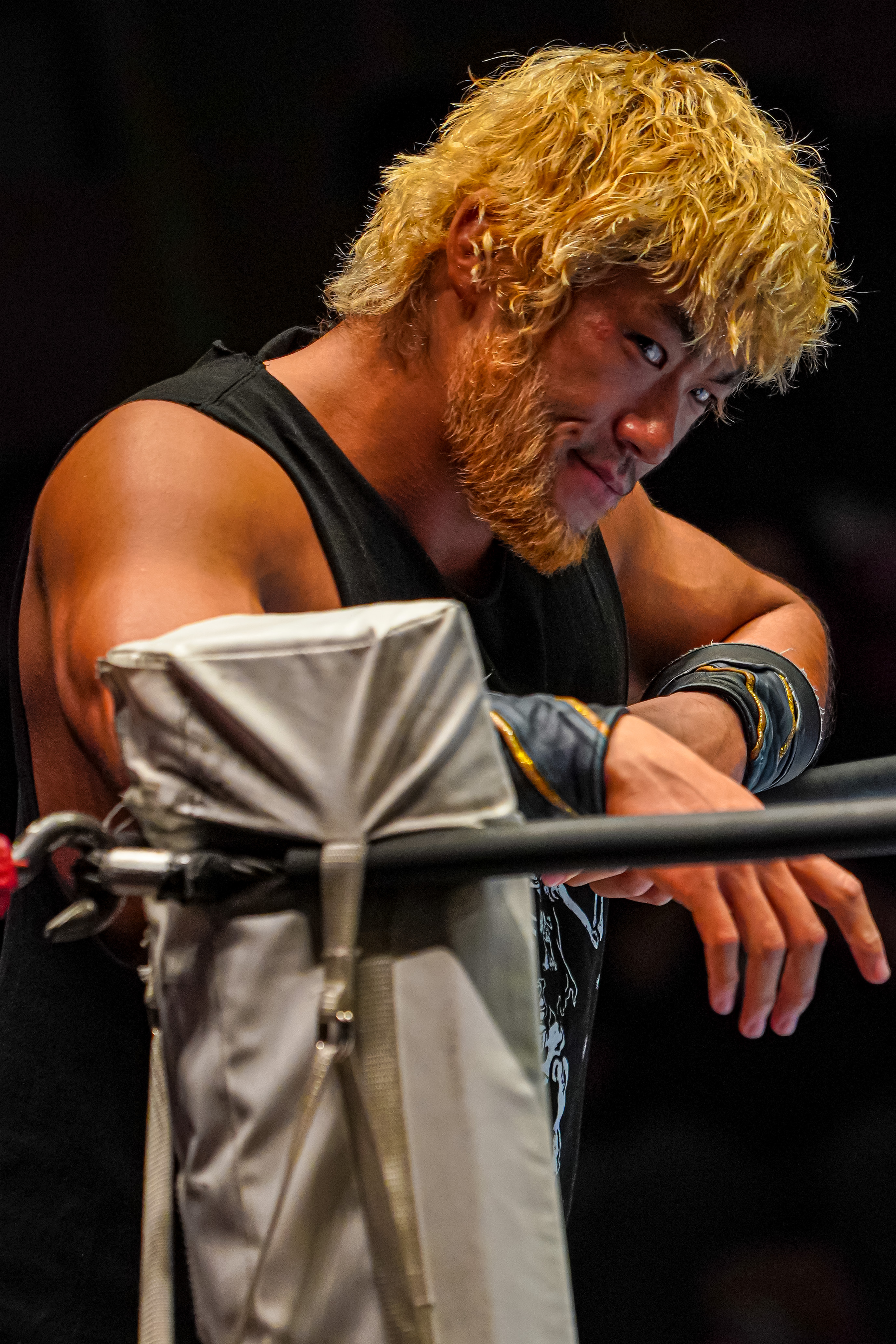
Sanada, o atual campeão

Até 16 de março de 2025, houve sete reinados compartilhados entre seis lutadores com o título tendo ficado vago uma vez. Kota Ibushi foi o campeão inaugural, teve o reinado mais curto com 31 dias, e também é o campeão mais velho, conquistando o título aos 38 anos e 255 dias. Will Ospreay é o mais jovem com 27 anos. Shingo Takagi teve o reinado mais longo com 212 dias e três defesas de título bem sucedidas.
Sanada é o atual campeão em seu primeiro reinado. Ele derrotou Kazuchika Okada em 8 de abril de 2023 no Sakura Genesis em Tóquio, Japão.
| Nº          | Ordem de reinados na história.                   |
| Reinado     | O número de reinados de cada lutador.            |
| Localização | A cidade em que o título foi conquistado.        |
| Evento      | O evento em que o título foi conquistado.        |
| Defesas     | Número de defesas bem-sucedidas.                 |
| —           | Usados para o tempo em que o título estava vago. |
| +           | Indica o reinado atual.                          |

| Nº | Campeão         | Mudança de campeão   | Mudança de campeão             | Mudança de campeão | Estatísticas do reinado | Estatísticas do reinado | Estatísticas do reinado | Notas | Ref.   |
| Nº | Campeão         | Data                 | Evento                         | Local              | Reinado                 | Dias                    | Defesas                 | Notas | Ref.   |
| -- | --------------- | -------------------- | ------------------------------ | ------------------ | ----------------------- | ----------------------- | ----------------------- | --- | ------ |
| 1  | Kota Ibushi     | 4 de março de 2021   | 49th Anniversary Show          | Tóquio, Japão      | 1                       | 31                      | 0                       | Depois que Ibushi, que era o atual detentor do IWGP Heavyweight e IWGP Intercontinental Championsip, defendeu com sucesso os dois títulos contra El Desperado no evento, eles foram unificados no IWGP World Heavyweight Championship, com Ibushi como o campeão inaugural. | [ 10 ] |
| 2  | Will Ospreay    | 4 de abril de 2021   | Sakura Genesis                 | Tóquio, Japão      | 1                       | 46                      | 1                       | | [ 11 ] |
| —  | Vago            | 20 de maio de 2021   | —                              | —                  | —                       | —                       | —                       | Vago após Ospreay sofrer uma lesão no ombro. | [ 12 ] |
| 3  | Shingo Takagi   | 7 de junho de 2021   | Dominion 6.6 in Osaka-jo Hall  | Osaka, Japão       | 1                       | 211                     | 3                       | Derrotou Kazuchika Okada para vencer o título vago. | [ 13 ] |
| 4  | Kazuchika Okada | 4 de janeiro de 2022 | Wrestle Kingdom 16             | Tóquio, Japão      | 1                       | 159                     | 4                       | | [ 14 ] |
| 5  | Jay White       | 12 de junho de 2022  | Dominion 6.12 in Osaka-jo Hall | Osaka, Japão       | 1                       | 206                     | 2                       | | [ 15 ] |
| 6  | Kazuchika Okada | 4 de abril de 2023   | Wrestle Kingdom 17             | Tóquio, Japão      | 2                       | 94                      | 2                       | | [ 16 ] |
| 7  | Sanada          | 8 de abril de 2023   | Sakura Genesis                 | Tóquio, Japão      | 1                       | 708+                    | 0                       | | [ 17 ] |

## Reinados combinados
Em 16 de março de 2025.
|  | Indica o atual campeão |

| Pos. | Lutador         | Nº de reinados | Defesas Combinadas | Dias Combinados |
| ---- | --------------- | -------------- | ------------------ | --------------- |
| 1    | Kazuchika Okada | 2              | 6                  | 253             |
| 2    | Shingo Takagi   | 1              | 3                  | 211             |
| 3    | Jay White       | 1              | 2                  | 206             |
| 4    | Will Ospreay    | 1              | 1                  | 46              |
| 5    | Kota Ibushi     | 1              | 0                  | 31              |
| 6    | Sanada          | 1              | 0                  | 708+            |